# Метод изображений
Метод изображений (метод зеркальных отображений) — один из методов математической физики, применяемый для решения краевых задач для уравнения Гельмгольца, уравнения Пуассона, волнового уравнения и некоторых других.
Суть метода изображений состоит в том, что исходная задача отыскания поля заданных (сторонних) источников в присутствии граничных поверхностей сводится к расчёту поля тех же и некоторых добавочных (фиктивных) источников в безграничной среде, которые помещаются вне области отыскания поля исходной задачи. Эти добавочные источники называются источниками-изображениями. Правила их построения полностью аналогичны тем, по которым строятся изображения точечных источников в оптике в системе зеркал (здесь зеркала повторяют форму граничных поверхностей). Величины источников-изображений определяются граничными условиями на поверхностях, а также требованиями одинаковости поля, создаваемого реальной системой источников и поверхностей, и системой, составленной из действительных источников и фиктивных источников-изображений в пространстве вблизи действительных источников.
С помощью метода изображений обычно решаются задачи, в которых каждому заданному точечному источнику можно сопоставить конечную систему (иногда бесконечный дискретный ряд) однотипных точечных источников-изображений. Поэтому наибольшее распространение метод изображений получил в электростатике. Также метод изображений можно распространить на более широкий класс границ и граничных условий в рамках метода геометрической оптики при достаточно малой длине волны и некоторых уточняющих его коротковолновых приближений. В этом случае он сводится к построению картины лучей и геометрооптических изображений.
Пусть точечный заряд {\displaystyle q} расположен на расстоянии {\displaystyle a} от проводящей плоскости. Требуется определить силу, с которой плоскость действует на заряд.
Введём равный и противоположный по знаку заряд-изображение с другой стороны плоскости на том же расстоянии. Сила притяжения между реальным зарядом и зарядом-изображением определяется по закону Кулона:
{\displaystyle F=k{\frac {q^{2}}{4a^{2}}}}
Пусть точечный заряд {\displaystyle q} расположен на расстоянии {\displaystyle a} от плоской границы раздела двух диэлектриков с проницаемостями {\displaystyle \varepsilon _{1}} и {\displaystyle \varepsilon _{2}}. Требуется определить силу, которая действует на заряд.
Введём заряд-изображение {\displaystyle q^{\prime }} с другой стороны плоскости на том же расстоянии. Из закона преломления определим величину этого заряда:
{\displaystyle {\frac {q-|q^{\prime }|}{q+|q^{\prime }|}}={\frac {\varepsilon _{2}}{\varepsilon _{1}}}}
Сила притяжения между реальным зарядом зарядом-изображением определяется по закону Кулона:
{\displaystyle F=k{\frac {q\cdot |q^{\prime }|}{(2a)^{2}}}=k{\frac {q^{2}}{4a^{2}}}{\frac {\varepsilon _{1}-\varepsilon _{2}}{\varepsilon _{1}+\varepsilon _{2}}}}
Справедливость метода зеркальных отображений доказывается с помощью теоремы единственности решения соответствующего дифференциального уравнения (уравнения Пуассона в случае электростатики) при определённых граничных условиях.
В электростатике метод позволяет легко рассчитать распределение электрического поля в объёме между совокупностью электрических зарядов и проводящими поверхностями определённой формы, а также между электрическими зарядами и диэлектрическими поверхностями. В простейшем случае, когда электрический заряд расположен над проводящей плоскостью (рис. 1), электрическое поле между зарядом и поверхностью является идентичным полю между этим зарядом и его противоположно заряженным зеркальным отображением. Обоснованность такой замены вытекает из условия отсутствия тангенциальной составляющей вектора напряжённости электрического поля на поверхности проводника, или, другими словами, вытекает из того, что потенциал поля одинаков в любой точке проводящей поверхности. Отсюда также очевидно, что сила взаимодействия между зарядом и плоскостью равна силе взаимодействия между фактическим зарядом и его зеркальным отображением, а также то, что эта сила взаимодействия является силой притяжения.
Аналогично метод зеркальных отображений позволяет рассчитать магнитное поле постоянных токов, находящихся над проводящей или диэлектрической плоскостью.
Кроме того, в магнитостатике метод позволяет рассчитать магнитное поле в объёме между совокупностью магнитных диполей (или каким-либо источником внешнего магнитного поля) и поверхностью идеального сверхпроводника (см. эффект Мейснера). Здесь, в простейшем случае магнитного диполя над сверхпроводящей плоскостью (рис. 2), поле от экранированных сверхпроводящих токов вне сверхпроводника является эквивалентным полю отражённого диполя. Обоснованность вытекает из условия отсутствия нормальной составляющей магнитного поля на поверхности сверхпроводника. Сила взаимодействия между магнитом и идеальным сверхпроводником является отталкивающей. Существует также обобщение метода — метод застывших зеркальных изображений, который применим также и к сверхпроводникам с сильным пинингом.
Метод часто используют для расчёта других полей, например потоков жидкости или тепла.